# Activision Blizzard
Activision Blizzard, Inc. est un développeur et éditeur américain de jeux vidéo, créé en 2007 par la fusion entre Activision et Vivendi Games. Il est l’un des plus grands éditeurs de jeux vidéo au monde, et le créateur notamment du jeu très populaire Call of Duty.
L'entreprise est dans la tourmente à partir de l'été 2021, à la suite de la dénonciation d'actes et d'agressions sexistes incluant du harcèlement sexuel comme de la discrimination raciale et sexuelle. Le chef d’entreprise d’Activision Blizzard (Bobby Kotick) est aussi soupçonné de ne pas avoir assez communiqué d’informations concernant ces scandales au sein du studio. 
Activision Blizzard est actuellement poursuivi en justice par l’Etat de New York, l’Etat de Californie et pourrait bel et bien faire face au gouvernement fédéral américain.
Le 18 janvier 2022, Microsoft annonce son intention de racheter Activision Blizzard pour un montant record de 68,7 milliards de dollars, soit environ 60 milliards d'euros. Le rachat est conclu le 13 octobre 2023.

## Historique
La fusion entre Activision et Vivendi Games est annoncée le 2 décembre 2007, pour une transaction de 18,9 milliards de dollars. Portant le nom d'Activision et de Blizzard Entertainment, filiale de développement de Vivendi Games, la fusion entre les deux compagnies est finalisée le 10 juillet 2008.
Activision Blizzard est en 2012 la plus grande société commercialisant des jeux vidéo par chiffre d'affaires. En juillet 2013, l'actionnaire majoritaire Vivendi cède la plupart de ses actions à des actionnaires minoritaires du groupe, faisant d'Activision Blizzard une compagnie indépendante intégralement contrôlée par Robert Kotick.
La société est cotée en bourse : Nasdaq Stock Market - Nasdaq Global Select Market - Nasdaq 100 et SP 500.
Avant l'opération, Activision se positionne en tant que second éditeur de jeu vidéo à l'échelle mondiale, avec de nombreuses grosses licences telles que Guitar Hero – Guitar Hero III qui a rapporté 100 millions de dollars en une semaine de commercialisation aux États-Unis, Call of Duty ou Tony Hawk's Pro Skater. Blizzard, quant à lui, évalue son chiffre d'affaires pour l'année 2007 à 1,1 milliard de dollars, grâce au succès de World of Warcraft et sa dizaine de millions de joueurs dans le monde. Le studio est aussi à l'origine de Warcraft, StarCraft et Diablo, trois des licences les plus vendues de l'histoire sur le marché du jeu vidéo sur ordinateur. Activision Blizzard réunit ainsi toutes ces licences et affiche un catalogue diversifié touchant tous les marchés du secteur (jeu vidéo sur console, sur ordinateur et en ligne).
Cette fusion a donc pour conséquence de placer la firme, dès sa fondation, à la première place de l'industrie du jeu vidéo, devant Electronic Arts, leader depuis plusieurs années. Activision Blizzard se place également premier sur le marché du jeu vidéo en ligne avec Call Of Duty. L'entreprise prévoit ainsi de faire « les marges d'exploitation les plus élevées de tous les éditeurs indépendants de jeux vidéo » (« the highest operating margins of any major third-party video game publisher »).
Après la fusion, René Pénisson, président de Vivendi Games, devient le président d'Activision Blizzard. Robert Kotick, président d'Activision, chief executive officer de l'entreprise.
Le 9 février 2011, après l'annonce des résultats de l'année fiscale, Activision Blizzard met fin aux franchises Guitar Hero, DJ Hero et Tony Hawk's, annonce l'annulation du jeu True Crime: Hong-Kong, et la suppression de 500 emplois, soit environ 7 % de la masse salariale de la société à cette date.
En juillet 2013, Vivendi qui possédait 61 % d'Activision Blizzard, a cédé 49 % de ses actions à des actionnaires minoritaires du groupe. Dans le détail, Activision a payé 428 millions d'actions pour la somme de 5,83 milliards de dollars, le reste des parts revenant à un groupe d'investisseurs mené par Robert Kotick lui-même (le PDG actuel d'Activision Blizzard) qui débourse 2,34 milliards de dollars pour acheter 172 millions d'actions. Une opération d'un montant total de 8,2 milliards de dollars, soit environ 6 milliards d'euros. Cette vente fait d'Activision Blizzard une compagnie indépendante intégralement contrôlée par Robert Kotick.
En novembre 2015, Activision Blizzard acquiert King Digital Entertainment, l'éditeur de Candy Crush pour 5,9 milliards de dollars, après que ce dernier s'est introduit en bourse en mars 2014.
En janvier 2016, Activision Blizzard acquiert la Major League Gaming (MLG) pour 46 millions de dollars. Ce même mois, la participation résiduelle de Vivendi dans le groupe est cédée pour un montant d'environ un milliard d'euros.
Durant l'été 2021, Activision Blizzard est attaqué en justice aux États-Unis pour des faits de harcèlements au sein de l'entreprise par le Department of Fair Employment and Housing (en) (DFEH) situé en Californie,. Les faits reprochés concernent du harcèlement sexuel et de la discrimination envers les employées de l'entreprise, et plus spécialement dans la division Blizzard,. La plainte indique que le management de l'entreprise était au courant et aurait empêché la promotion de certaines femmes et couverts les faits graves de harcelement,. La société réfute les accusations et assure que des mesures seront prises en interne pour répondre à la problématique,. Des employés invitent à la grève, fait rare aux États-Unis, devant la réaction de l'entreprise,. Une deuxième grève est organisée en novembre 2021, les employés demandant le départ de Bobby Kotick, patron du groupe, déclarant qu'il était au courant des faits de harcèlements, malgré ses réfutations. En parallèle, la Securities and Exchange Commission lance une enquête à propos des accusations de discrimination et de harcèlement sexuel, pour notamment déterminer ce que l'entreprise divulgait à ses investisseurs.
Le 18 janvier 2022, Microsoft annonce un projet d'acquisition d'Activision Blizzard. Le Wall Street Journal annonce un accord à 68,7 milliards de dollars (60,247 milliards d'euros),. Goldman Sachs agira en tant que conseiller financier de Microsoft et Allen & Company seront les conseillers financiers d'Activision. Simpson Thacher (en) servira de conseiller juridique pour Microsoft tandis que Skadden servira de conseiller juridique pour Activision. Si l'accord est conclu, Activision Blizzard serait une entité sœur de Xbox Game Studios dans le cadre d'une nouvelle division Microsoft Gaming avec Phil Spencer à sa tête.
Le 26 avril 2023, la Competition and Markets Authority refuse le rachat d'Activision Blizzard par Microsoft et la Commission européenne l’autorise le 15 mai 2023. Et quelques jours après la State Administration for Market Régulation (SAMR), représentant les intérêts commerciaux de la Chine valide le rachat d'Activision Blizzard King par Microsoft.[réf. nécessaire].

### Actuels
| Nom                    | Localisation                        | Création | Acquisition |
| ---------------------- | ----------------------------------- | -------- | ----------- |
| Beachhead              | Los Angeles, États-Unis             | 2011     | NC          |
| Beenox                 | Québec, Canada                      | 2000     | 2005        |
| Blizzard Entertainment | Irvine, États-Unis                  | 1991     | NC          |
| DemonWare              | Dublin, Irlande / Vancouver, Canada | 2003     | 2007        |
| High Moon Studios      | San Diego, États-Unis               | 2001     | 2006        |
| Infinity Ward          | Los Angeles, États-Unis             | 2002     | 2003        |
| Neversoft              | Los Angeles, États-Unis             | 1994     | 1999        |
| Raven Software         | Madison, États-Unis                 | 1990     | 1997        |
| Sledgehammer Games     | Foster City, États-Unis             | 2009     | 2009        |
| Toys For Bob           | Novato, États-Unis                  | 1989     | 2005        |
| Treyarch               | Santa Monica, États-Unis            | 1996     | 2001        |
| Vicarious Visions      | Albany, États-Unis                  | 1990     | 2005        |

### Fermés
- 7 Studios basé à Los Angeles, Salt Lake City et Taipei, fondé en 1999, acheté en avril 2009, fermé en février 2011[24].
- Bizarre Creations basé à Liverpool, fondé en 1987, acheté en septembre 2007, fermé en février 2011[25].
- Budcat Creations basé à Las Vegas, fondé en septembre 2000, acheté en novembre 2008, fermé en novembre 2010[26].
- Luxoflux basé à Santa Monica, fondé en janvier 1997, acheté en octobre 2002, fermé en février 2010[27].
- RedOctane basé à Mountain View (Californie), fondé en novembre 2005, acheté en 2006, fermé en février 2010[28].
- Shaba Games basé à San Francisco, fondé en septembre 1997, acheté en 2002, et fermé en octobre 2009[29],[30].
- Sierra Entertainment basé à Los Angeles, fondé en 1979, acquis lors de l'achat par Vivendi Games en 2008, fermé en 2008.
- Radical Entertainment basé à Vancouver (Canada), fondé en 1991, acheté en 2005, fermé en 2012.
- Underground Development basé Foster City (Californie), fondé en 1994, acheté en mai 2002, fermé en février 2010[28].

### Vendus
- Wanako Studios basé à New York, fondé en 2005, acheté par Vivendi Games en février 2007 puis vendu au studio Artificial Mind and Movement en novembre 2008.
- Swordfish Studios basé à Birmingham, fondé en septembre 2002, acheté par Vivendi Universal Games en juin 2005, vendu à Codemasters en novembre 2008, puis fermé en avril 2010.
- Massive Entertainment basé à Malmö, fondé en 1997, acheté par Vivendi Universal Games en 2002, vendu à Ubisoft en novembre 2008.
- FreeStyleGames basé à Leamington Spa (Angleterre), fondé en 2002, acheté en septembre 2008, racheté par Ubisoft en janvier 2017 et renommé.

## Principales franchises
Les principales franchises de Activision Blizzard sont :
- 1984 - King's Quest
- 1986 - Space Quest
- 1987 - Police Quest
- 1989 - Quest for Glory
- 1993 - Gabriel Knight
- 1994 - Warcraft
- 1996 - Crash Bandicoot
- 1996 - Quake
- 1997 - Diablo
- 1998 - StarCraft
- 1998 - Spyro
- 1999 - Tony Hawk's
- 2000 - Soldier of Fortune
- 2003 - Call of Duty
- 2004 - World of Warcraft
- 2005 - Geometry Wars
- 2006 - Guitar Hero
- 2009 - Prototype
- 2011 - Skylanders
- 2014 - Hearthstone
- 2015 - Heroes of the Storm
- 2016 - Overwatch

## Direction
Présidents:
- René Pénisson (2007-2009)
- Jean-Bernard Lévy (2009-2012)

## Actionnaires
Liste des principaux actionnaires au 26 octobre 2019.
| The Vanguard Group,                  | 7,31% |
| Capital Research & Management - WI - | 7,31% |
| Fidelity Management & Research       | 6,29% |
| Capital Research & Management - GI - | 5,80% |
| SSgA Funds Management                | 4,29% |
| BlackRock Fund Advisors              | 2,40% |
| Janus Capital Management             | 1,84% |
| Axon Capital                         | 1,81% |
| JDS Capital Management               | 1,50% |

## Accusations de harcèlement sexuel en 2021
En juillet 2021 le studio Activision Blizzard fait l'objet d'une plainte mettant en cause la trop grande tolérance de la direction à l'égard du harcèlement sexuel, du machisme et de discriminations à l'égard des femmes dans la gestion des carrières. Cette plainte vient après le suicide d'une employée de l'entreprise ciblée par une pornodivulgation mise en ligne par son manager, et après le partage sur les réseaux sociaux de photos d'une chambre, la « Cosby Suite », ainsi nommée par des cadres d'Activision en hommage à l’acteur Bill Cosby, condamné pour agression sexuelle. Le dépôt de plainte n'ayant suscité de la part des dirigeants d'Activision qu'une réaction jugée trop timorée, deux mille employés de l'entreprise (qui en compte dix mille) ont signé une pétition protestant contre des méthodes de management qui n'apportent pas aux victimes un soutien suffisant, et un mouvement de grève a été organisé. De manière plus générale, c'est la culture bro, culture sexiste répandue dans les milieux de la tech, qui est mise en accusation,,,. Le patron de l'entreprise démissionne le mardi 3 août, accusé par les employés d'avoir favorisé une culture de harcèlement sexuel et de discriminations,. Mi octobre 2021, une vingtaine de personnes sont congédiées, et une vingtaine d’autres sanctionnées. Le renouvellement de personnels entraîne le report de deux jeux très attendus, et l’annulation de la convention annuelle BlizzCon 2022.